# In saecula saeculorum
In sæcula sæculorum es una locución latina que significa literalmente por los siglos de los siglos y menos literalmente para siempre o eternamente.
Se cita para indicar la larga duración de una cosa y se utiliza como final en muchas oraciones de la Iglesia católica para significar la eternidad de Dios.

## Liturgia
La frase puede entenderse así: lo primero en sentido igual al de la frase "generaciones de generaciones", como si dijera, por todos los siglos que se han de suceder unos a otros, como la frase "Cántico de Cánticos", esto es: así como antes de todos los siglos el Hijo y fue en deidad con el Padre en la unidad del Espíritu Santo, así se ha de creer que vivirá igualmente con el Padre y el Espíritu Santo en el presente siglo y en el futuro, en donde los justos permanecerán con los santos ángeles y los réprobos serán atormentados y todo ello sin fin. Sigue la palabra Amén, palabra de consentimiento y aprobación, pues el pueblo al asentir la voz del sacerdote que dice por todos los siglos de los siglos, confiesa que por Jesucristo ha sido criado el siglo, etc.
Cuando va seguido de la palabra Amen, las dos últimas palabras (sæculorum, Amen) pueden abreviarse formando el término Euouae que fue utilizado en la notación de la música medieval.
Los griegos dicen τους αιωνας των αιωνων (tous aionas ton aionon), esto es "siglo de los siglos". Con esto se comprende la antigüedad de esta terminación, pues el heresiarca Valentino, que inventó las eonas, como todos los gnósticos, quería de ahí deducir razones para su doctrina entre los católicos.